# The Biscuit Eater (film, 1940)
Pour les articles homonymes, voir The Biscuit Eater.
Pour plus de détails, voir Fiche technique et Distribution.
The Biscuit Eater est un film américain réalisé par Stuart Heisler, sorti en 1940. Un remake sera tourné en 1972 sous le titre français de Les Aventures de Pot-au-Feu.

## Fiche technique
- Titre : The Biscuit Eater
- Réalisation : Stuart Heisler
- Scénario : Stuart Anthony et Lillie Hayward d'après la nouvelle de James H. Street
- Photographie : Leo Tover
- Montage : Everett Douglas
- Musique : Friedrich Hollaender
- Société de production : Paramount Pictures
- Pays d'origine : États-Unis
- Format : Noir et blanc - 1,37:1 - Mono
- Genre : drame
- Date de sortie : 1940

## Distribution
- Billy Lee : Lonnie McNeil
- Cordell Hickman : Text Lee
- Richard Lane : Harvey McNeil
- Lester Matthews : M. Ames
- Helene Millard : Mme McNeil
- Fred Toones : Sermon
- William Russell : le juge